# عبد القادر الأسود
عبد القادر محمد الأسود (10 أبريل 1948) شاعر وصوفي وملحن سوري. ولد في بلدة أرمناز من محافظة إدلب. تخرّج بدار المعلّمين في حلب، 1969. عمل مدرّسًا ثم استقال واشتغل في التجارة. تأثر بالتصوف منذ شبابه وسلك الطريقة حتى الخلوة وتتلمذ على أكثر من شيخ، لذلك تميز بالبعد الصوفي في أدبه لا سيما في الغزل. له عدة دواوين شعرية مطبوعة ومؤلفات.

## سيرته
ولد عبد القادر محمد الأسود في يوم 10 أبريل 1948 في بلدة أرمناز بإدلب في أسرة متوسطة الحال ونشأ بها. تخرج من دار المعلمين بحلب سنة 1969. عمل معلمًا، واستقال مرتين، وعمل تاجرًا أكثر من مرة. 

درس بنفسه وعلى الأساتذة في الأدب والنحو والفقه والحديث. واهتم أيضًا بقراءة الفلسفة والفكر والسياسة. تأثر بالتصوف منذ شبابه وسلك الطريقة حتى الخلوة وتتلمذ على أكثر من شيخ. انتسب إلى اتحاد الكتاب العرب بدمشق عام 1994، فأصبح عضواً في جمعية الشعر، ثم عضواً في رئاسة فرع الاتحاد بإدلب، ثم انتخب رئيساً للفرع عام 2005.

## مهنته الأدبية
كتب القصيدة العمودية والغنائية. له مسرحيات شعرية للأطفال كما كتب اوبريت للكبار عن ولادة المسيح. قام بتأليف سلسلة مدرسية بلبنان لتعليم الخط العربي شعرًا. هو عضو في جمعية الشعر باتحاد الكتاب العرب. 

## حياته الشخصية
في 1977، أحبب فتاة شركسي، وكان في قصائده تسميها سعاد وسعده، وكانت تحب المغني أديب الدائخ. تأثر بالتصوف في نمط حياته شابًا ويعتبره سلوك في الحياة وممارسة في الشعر معًا. 

## جوائزه
- جائزة ربيعة الرقي
- جائزة الوفاء للباسل مع ميدالية ذهبية
- جائزة العيد الفضي للحركة التصحيحية
- جائزة (من وحي التصحيح عربون وفاء) مع ميدالية ذهبية
- جائزة العيد الذهبي لتأسيس حزب البعث العربي الاشتراكي
- جائزة الوفاء للقائد
- جائزة تقديرية من جامعة غازي عنتاب التركية
- جائزة تقديرية من جامعة إسطنبول[6]

## مؤلفاته
من دواوينه الشعرية:
- تأملات، 1993
- عبير الخيال، 1993
- عبير المجد، 1994
- عبير البراعم، 1996
- مولد المجد، 1997
- قوافي المجد، 2000
- لمن يدق القلب
- هناء
- همس الندى
- رقص الزنابق، للأطفال
- الأجفان الدامية

ومن كتبه:
- أصول الموسيقا والغناء العربي
- الشواعر بين الماضي والحاضر

## وصلات خارجية
- عبد القادر الأسود على موقع أرشيف الشارخ.
- في موقع ديوان العرب